# Notre Dame de la Treille (beeld)

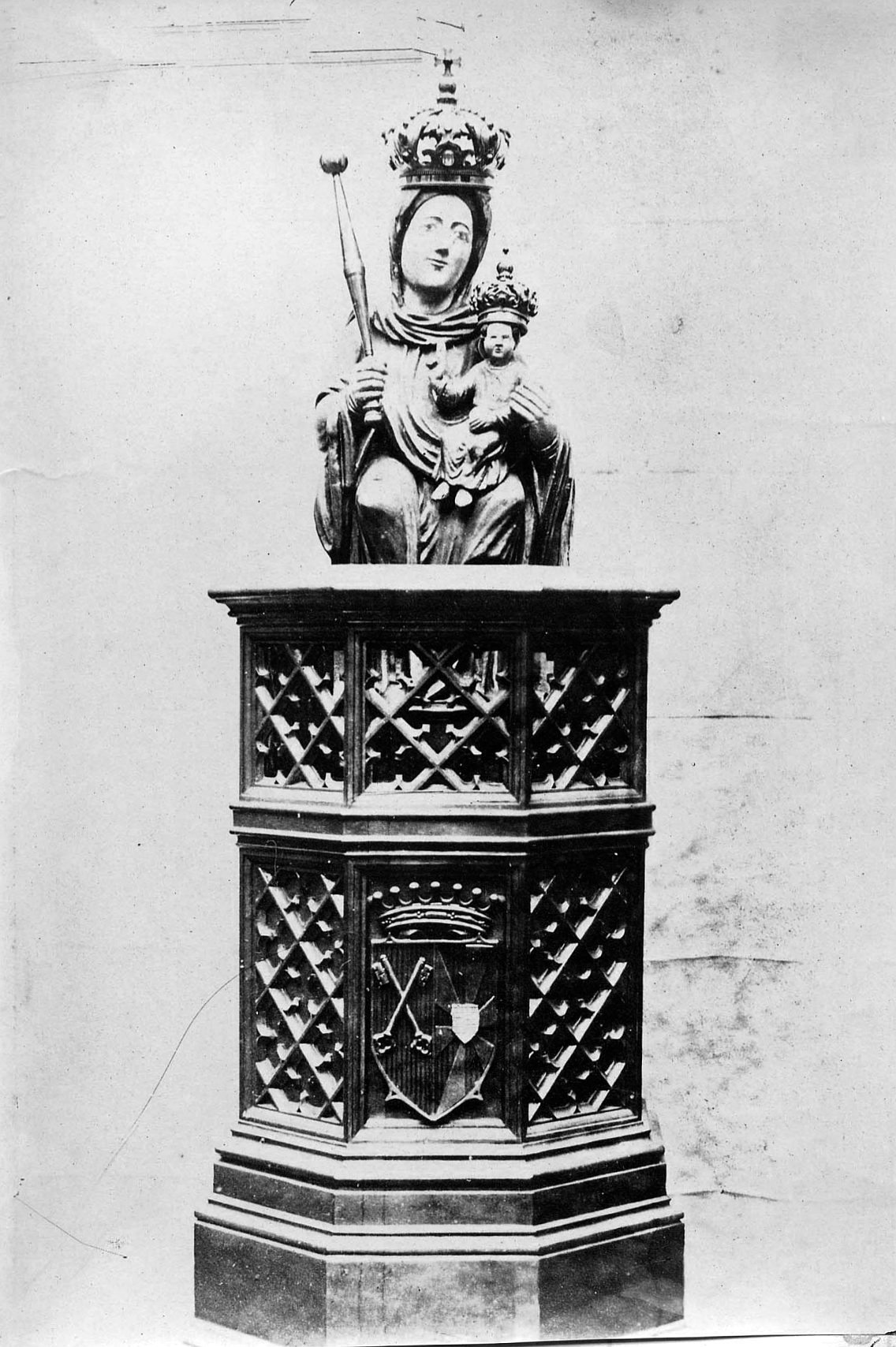
Mariabeeld Notre-Dame de la Treille

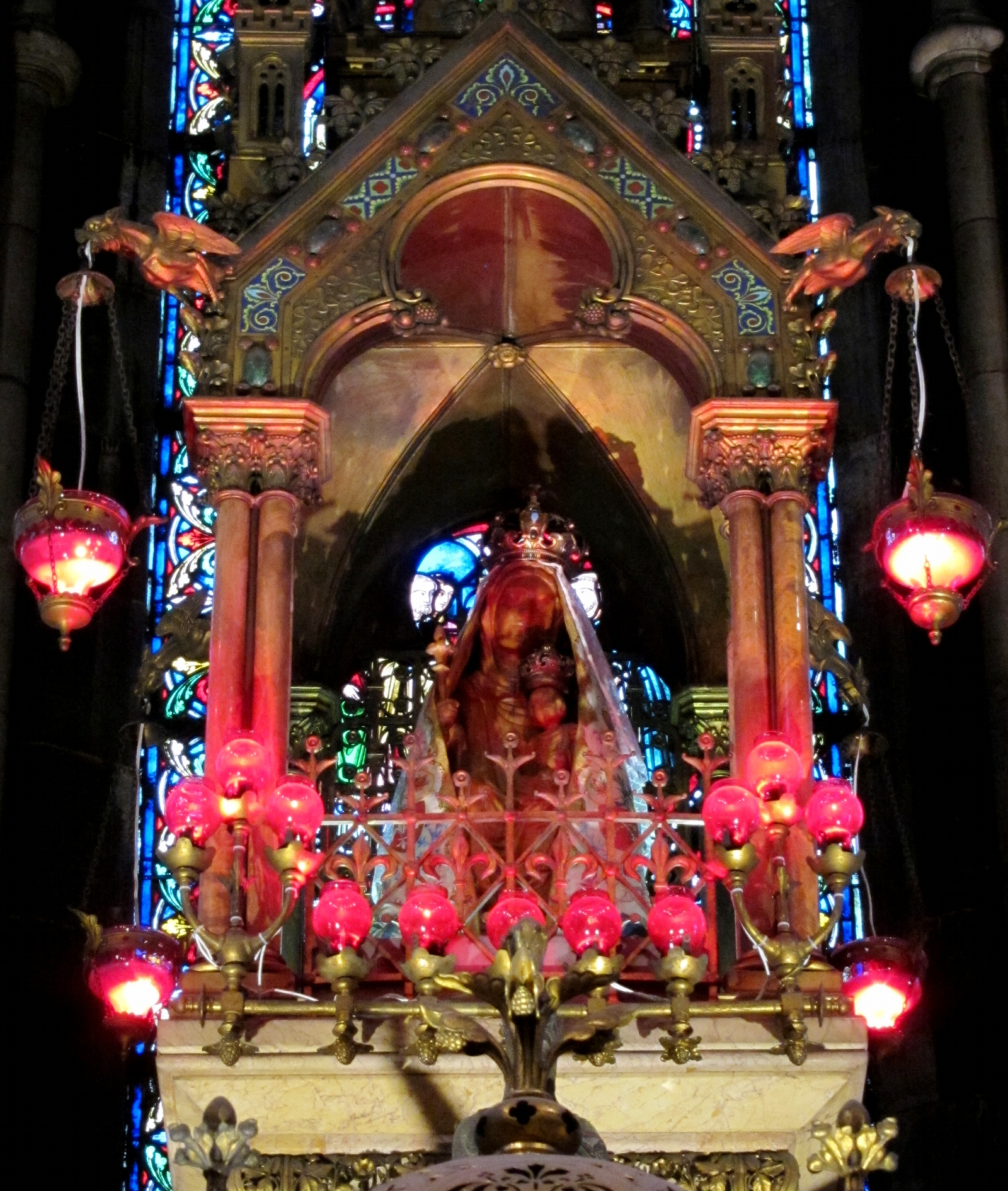
Beeld Maagd Maria in de kathedraal

Het beeld van Notre Dame de la Treille is een Mariabeeld in de Noord-Franse stad Rijsel. Het beeld dateert uit het laatste kwart van de twaalfde eeuw en werd eerst in de Sint-Pieterskerk geplaatst. Momenteel wordt het beeldje vereerd in de Kathedraal Notre-Dame de la Treille.
Het beeldje wordt beschreven door Charles Bernard, priester van de Sint-Katrienkerk, als een polychroom stenen beeld « van iets meer dan twee en een halve voet hoog, ze heeft een scepter in de rechterhand en met de linkerhand houdt ze het Christuskind op de knie ». Hij vermeldt dat het beeld een voetstuk heeft dat omringd is met een hekwerk (un treille) van verguld hout. Hij preciseert dat het oude hekwerk in verguld ijzerwerk was, maar verloren is gegaan in 1792 met de afbraak van de collegiale Sint-Pieterskerk. Vermoed wordt dat het hekwerk rondom het beeld diende om de wensen en votiefgaven van de gelovigen vast te maken en waardoor het beeld zijn naam kreeg. Een andere mogelijkheid is dat het genoemd is naar een plaats genaamd Treola. Deze plaats wordt genoemd in de 9de eeuw in de nabijheid van waar nadien Rijsel zou ontstaan. De iconografie van het beeld is in de regio niet geheel onbekend. Ook te Ieper werd in de vorm van een Onze-Lieve-Vrouw van Thuyne een Mariabeeld met een gelijkaardig iconografisch schema vereerd.
Er zijn een drietal mirakelcycli verbonden aan het beeld, in 1254, van 1519 tot 1527 en van 1634 tot 1683. Het mirakel van 14 juni 1254 is een genezing van zieken die gebeurde na tot het beeld gebeden te hebben. De mirakelen van de 16de eeuw zijn zeer gevarieerd. « Als zijnde vermoedelijk het werk van demonen » bevrijdde Notre-Dame de la Treille bezettenen en genas zij ongeneeslijk zieken, verlamden en pestlijders. Sinds 1254 bestaat er een broederschap van Notre-Dame-de-la-Treille. Dit werk canoniek bevestigt door paus Alexander IV en in 1269 werd er een jaarlijkse processie ingesteld ter hare ere. Deze vond plaats tot aan de Franse Revolutie. In 1634 wijdde Jean Le Vasseur, burgemeester van Rijsel, zijn staat aan Notre-Dame de la Treille en voor haar zweert koning Lodewijk XIV de vrijheden van Rijsel te respecteren. 
Nadat de Sint-Pieterskerk in 1792 zwaar beschadigd raakt door de Oostenrijkse belegering werd ze volledig afgebroken. Het beeld verging wat in de vergetelheid. Het Mariabeeld werd gekocht door de koster Alain Gambier die het plaatste in de Sint-Katrienkerk (vermoedelijk tussen 1797 en 1802), waar het een kwijnend bestaan kende in een obscure kapel. Het is pas in 1842 dat E.H. Charles Bernard, pastoor van de parochie Sint-Catharina, de cultus tot Notre-Dame de la Treille herstelde en ervan droomde haar oude grandeur te herstellen. Hij stelde een maand van Maria, patrones van Rijsel, in en plaatste het beeld in de kapel van de zeer Heilige Maagd Maria in de Sint-Katrienkerk. De zeer uitbundige viering van het eeuwfeest van de eerste mirakels in 1854 waren een definitieve stap in het herstel van deze devotie. Het werd dan ook als teken van de goddelijke Voorzienigheid beschouwd dat in die periode het terrein gekocht kon wordt waar men de nieuwe kerk ter ere van Notre-Dame de la Treille zou bouwen. Net op de octaafdag van deze feestelijkheden kon men de eerste steen leggen van de latere kathedraal van Rijsel, waar nadien het beeld zijn verering zou verderzetten.